# Ihor Petrenko
Ihor Petrenko (ukrainisch Ігор Петренко; * 10. Mai 1938 in Kiew) ist ein ehemaliger ukrainischer Stabhochspringer, der für die Sowjetunion startete.
1959 gewann er Silber bei den Weltfestspielen der Jugend und Studenten, und 1960 wurde er Sechster bei den Olympischen Spielen in Rom. Einer Bronzemedaille bei der Universiade 1961 folgte ein zehnter Platz bei den Leichtathletik-Europameisterschaften 1962 in Belgrad.
1959, 1961 und 1962 wurde er Sowjetischer Meister. Seine persönliche Bestleistung von 4,74 m stellte er am 30. Mai 1964 in Minsk auf.